# Анушкин, Александр Иванович
Алекса́ндр Ива́нович Ану́шкин (3 сентября [21 августа] 1903, Черенцево, Новоладожский уезд, Санкт-Петербургская губерния — 20 сентября 1978, Ялта, СССР) — историк книги, книговед, журналист, общественный деятель. Организатор газетного дела в СССР в 1930-40 годах. Член Союза журналистов СССР. Персональный пенсионер союзного значения.
Специалист по вопросам истории книгопечатания, наследия Ивана Фёдорова, Франциска Скорины, Мелетия Смотрицкого, Беняша Будного,  книжных собраний, в частности, коллекции братьев Жемчужниковых.

## Биография
Родился 3 сентября (21 августа) 1903 года в деревне Черенцево Новоладожского уезда Петербургской губернии (Киришский район) в семье крестьян-середняков Анушкина Ивана Васильевича и Анушкиной Анны Яковлевны. Имел двух братьев: Павла Ивановича Анушкина (погиб во время Первой мировой войны в 1916 году в Галиции) и Якова Ивановича Анушкина (погиб в 1940 году во время Советско-финляндской войны), а также сестру, Анушкину (в замужестве Тимофееву)  Анастасию Ивановну (1906 —  1990).
Начальное образование получил в церковно-приходской школе. В 15 лет стал писарем в волостном управлении, работал возчиком леса, плотогоном, матросом Публиковаться начал с 1921 года. Сотрудничал с газетами «Деревенская правда», «Волховский труженик», «Ленинградская правда». В 1923-1925 годах участвовал в строительстве Волховской гидроэлектростанции. В 1925 году вступил в ряды КПСС (ВКП(б)). В 1925—1927 годах был комсомольским функционером в Ленинградской области. В 1927-1930 годах учился в Московском институте журналистики (впоследствии - Всесоюзный Коммунистический институт журналистики имени «Правды» при ЦИК СССР ). В 1929 году был направлен на работу заместителем редактора газеты "Приморский крестьянин" (г. Владивосток). С 1930 года был редактором газеты «Колхозный труд» (Казахстан, Кокчетавский район), редактором журнала «Большевистская печать» (Алма-Ата), начальником отдела редакции газеты «Казахстанская правда». С 1934 года работал в газете «Красная Татария» в Казани сначала исполнительным секретарём и заместителем главного редактора, а в 1939—1945 годах главным редактором. С 1946 по 1953 годы был главным редактором газеты «Советская Литва» (Вильнюс). В 1947—1953 годах был депутатом Верховного Совета Литовской ССР. С 1954 года работал в «Курортной газете» в Ялте заместителем главного редактора.
Проживал в Ялте на улице Федора Васильева. Скончался 20 сентября 1978 года в Ялте. Похоронен на старом ялтинском кладбище.

## Семья
Был женат на Сафоновой Евгении Мариановне (1922—2000), имел сына, Анушкина Павла Александровича (1955—2020) и дочь, Анушкину Надежду Александровну (род. 1956).

## Публикации

### Научные статьи
А. Анушкин был известным книговедом и историком книги, собравшим замечательную библиотеку редких книг. В своё время он выдвинул гипотезу о том, что типография «Скорина», размещавшаяся в Вильнюсе в XVI веке, работала с 1519 года в доме бурмистра Якуба Бабича. В своих книгах и статьях он проследил влияние публикаций Франциска Скорины на все последующее белорусское, литовское и украинское книгоиздание и книгоиздание в Москве до XIX века.
- Анушкин, А. И. Виленская типография Скорины // Книга: Исследования и материалы. Сб. 30. М., 1975. С. 169—176.
- Анушкин, А. И. Предшественник «Грамматики» Смотрицкого // Книга: Исследования и материалы. Сб. 36. 1978.
- Анушкин, А. И. Проблемы учёта отечественных старопечатных изданий, находящихся в зарубежных книгохранилищах // Советская историография книги. М., 1979.
- Анушкин, А. И. Скорининские традиции в вильнюсском книгопечатании XVI—XVII вв. // Франциск Скорина и некоторые вопросы развития книги в Советском Союзе. Вильнюс, 1979.
- Анушкин, А. И. Библиотека В. М. Жемчужникова // Альманах библиофила. — Москва: Книга, 1975. — С. 92-105.

### Книги
- Анушкин, А. И. Во славном месте виленском: Очерки из истории книгопечатания / А. И. Анушкин. — М .: Искусство, 1962. — 172 с., ил.
- Анушкин, А. И. На заре книгопечатания в Литве / А. И. Анушкин. — Вильнюс: Минтис, 1970. — 196 с., ил.
- Анушкин, А. И. Тайны старопечатной книги. Поиски, находки, загадки / А. И. Анушкин. — Симферополь: Таврия, 1972. — 127 с., ил.
- Анушкин, А. И. Рассказы о старых книгах. Поиски, находки, загадки / А. И. Анушкин. — М.: Книга, 1979. — 126 с.[6]

## Награды
- орден «Знак Почёта» (25.06.1945)
- два ордена Трудового Красного Знамени (8.04.1947; 20.07.1950)
- медаль «За трудовую доблесть» (25.06.1940);
- медаль "За доблестный труд в Великой Отечественной войне" (6.06.1945)